# Gustave Claudin
Pour les articles homonymes, voir Claudin (homonymie).
Gustave Claudin, né le 24 mai 1819 à La Ferté-sous-Jouarre et mort le 1er mars 1896 en son domicile dans le 9e arrondissement de Paris, est un journaliste et romancier français.

## Biographie
Il fait ses études chez les séminaristes, où il a pour professeur Hégésippe Moreau, qui le conduit à la Sorbonne pour lui faire passer son baccalauréat en 1837. Il fait ensuite des études de droit avec l'ambition de devenir journaliste. Une rencontre avec Émile de Girardin lui permet d'entrer à La Presse, où il tient la chronique des faits divers tout en fréquentant assidûment les théâtres parisiens. Il entre ensuite comme chroniqueur au Courrier français, puis comme rédacteur à L'Assemblée nationale. En 1849 et 1850, il publie deux pamphlets, l'un contre les idées socialistes de Joseph Proudhon et de Victor Considerant, l'autre contre le « timbre Riancey ». Désireux d'entrer en littérature, il fait part de ses projets au vicomte d'Arlincourt, à Balzac et à Lamartine. Ce dernier lui conseille d'aller étudier en province. En 1851, il part pour Rouen, où il devient rédacteur en chef au Nouvelliste et se lie avec Flaubert, qui rédige alors Madame Bovary.
De retour à Paris en 1856, il publie son premier roman, Palsambleu. Il collabore au Pays, à la Petite Presse et au Moniteur universel, où il contribue à des études bibliographiques et des relations de voyage. Il y tient aussi la chronique théâtrale en l'absence de Théophile Gautier, auquel il succède peu après à la rédaction de L'Entr'acte. Il fréquente la librairie Nouvelle, siège de la maison d'édition Calmann-Lévy et lieu de rendez-vous des journalistes et des écrivains de la capitale. Il sert également de secrétaire à Lamartine, qui lui dicte ses Cours familiers de littérature. Devenu chroniqueur au Figaro, il publie par la suite une étude sur Joseph Méry, deux ouvrages sur Paris, une dizaine de romans, dont aucun n'obtient de succès notable, ainsi qu'un livre de souvenirs dans lequel il consigne ses observations sur les personnalités qu'il a rencontrées dans les cénacles de la politique, de la littérature et du théâtre.

## Portrait
Son ami Émile Bergerat a dépeint ce Parisien invétéré comme « l'archétype de ces derviches tourneurs de pouce pour qui les deux trottoirs qui sont entre la rue Drouot et la place de l'Opéra localisent le plateau de la vie humaine ». Pour le rencontrer dans les années 1860 et 1870, il suffisait de se rendre boulevard des Italiens, où l'on ne pouvait manquer de le trouver assis chaque midi au café Riche. « C'était là, dans ce coin réservé, où il avait son rond et ses cure-dents personnels, qu'il déjeunait depuis quarante ans, pour la somme immuable de deux francs cinquante », et fumait toujours le même « incalcinable panetellas » qui lui servait à « épater le monde élégant ». Réputé « aussi fin gourmet et enragé chasseur de cotillons que spirituel colporteur de potins », il fut longtemps « une des figures les plus connues de Paris ».

## Publications
- Entrevue de M. A. de Voltaire et de M. V. Considérant, dans la salle des conférences du Purgatoire, pamphlet, 1849.
- Le Timbre Riancey, pamphlet, 1850.
- Musée de Rouen. Salon de 1853. Revue de l'exposition de peinture, 1853.
- L'Exposition à vol d'oiseau suivie d'une lettre à M. Maxime du Camp, 1855.
- Palsambleu, petit roman de mœurs, 1856)
- Entre minuit et une heure, étude parisienne, 1858.
- Point et virgule, nouvelles, 1859) lire en ligne
- Paris, 1862) lire en ligne
- Méry : sa vie intime, anecdotique et littéraire, Paris, 1868 (lire en ligne).
- Paris nouveau jugé par un flâneur, pamphlet, 1868.
- Almanach de la Défense Nationale pour l'année 1871, Tours, 1871.
- Trois Roses dans la rue Vivienne, roman, 1877.
- Les Caprices de Diomède, roman, 1878.
- Tout à l'ombre et tout à l'ail. Pas de préface. Palsambleu. Mlle Séraphine, 1879.
- Fosca, roman, 1880.
- Tarte à la crème, histoires humoristiques, 1881.
- Les Vingt-Huit Jours d'Anaïs, roman, 1882.
- Le Store baissé, histoire parisienne, 1883.
- Mes Souvenirs. Les boulevards de 1840-1870, 1884) lire en ligne
- Les Joyeuses Commères de Paris, 1885.
- Les Femmes jugées par le diable, 1887.
- Les Sabots du comte Brocoli, 1887.
- La Veuve au bois dormant, 1888.
- La Fiancée bien gardée, 1892.

## Sources biographiques
- Jules Brisson et Félix Ribevre, Les Grands Journaux de France, Paris, 1862, p. 259-260.
- Gustave Claudin, Mes Souvenirs. Les boulevards de 1840-1870, Calmann Lévy, Paris, 1884.